# 피보 브라이슨
피보 브라이슨(Peabo Bryson, 1951년 4월 13일 ~ )은 미국의 가수이다.